# Peter von Psilander
Peter von Psilander, född 20 september 1702, död 11 mars 1776, var en svensk friherre och landshövding.

## Bana
Friherre von Psilander blev extraordinarie kanslist i utrikesexpeditionen 1723, kopist 8 december 1725. Han blev assessor i Åbo hovrätt 18 juni 1739 och hovrättsråd 1742 och assessor i Svea hovrätt 14 maj 1744, och var handsekreterare hos kronprinsen 1745-1751. von Psilander erhöll avsked 30 september 1747 och var fullmäktig i manufakturkontoret 1747 till 1758.
von Psilander blev landshövding i Kronobergs län 1758 och erhöll på begäran avsked 1763.

## Utmärkelser
von Psilander blev riddare av Nordstjärneorden 4 december 1751 och erhöll landshövdings namn, heder och värdighet 1757 med tour från 12 maj samma år.

## Familj
Peter von Psilander var son till presidenten i amiralitetskollegium, amiralen Gustaf von Psilander och Ingrid Lipin.
Han gifte sig med Elisabeth Psilanderhjelm, dotter till överkommissarien Johan Psilanderhjelm och Brita Båhr.